# Important Project of Common European Interest
Die Important Projects of Common European Interest (IPCEI) sind strategische Förderprojekte mehrerer Mitgliedsstaaten der Europäischen Union mit denen entweder bahnbrechende Innovationen oder Infrastruktur gefördert werden können. Wie alle staatlichen Beihilfen müssen IPCEIs von der EU-Kommission genehmigt werden. Federführend ist insofern die Generaldirektion Wettbewerb (DG COMP). Eine wichtige Koordinatorenrolle kommt der Generaldirektion Binnenmarkt, Industrie, Unternehmertum und KMU (DG GROW) zu.
IPCEIs zeichnen sich aus durch:
- sehr hohes Innovationslevel („bahnbrechend“) oder Infrastrukturförderung (z. B. Wasserstoffinfrastruktur bei IPCEI Hy2Tech[1])
- Förderung durch regelmäßig mindestens vier Mitgliedsstaaten
- Spill-Over-Effekte zugunsten anderer Unternehmen (z. B. durch Open Source)

## Rechtlicher Rahmen
Der IPCEI-Begriff stammt aus dem EU-Beihilferecht. Er erlaubt der Kommission, staatliche Beihilfen an Unternehmen zu genehmigen. Bereits der Vertrag zur Gründung der Europäischen Wirtschaftsgemeinschaft (EWG) verwendete den Begriff in Art. 92 Abs. 3 Buchstabe b (entspricht heute Art. 107 Abs. 3 Buchstabe b AEUV).
Die Kommission regelte bis 2014 die Leitlinien zur Genehmigung von IPCEI in verschiedenen Texten (Nachweise in Randnummer 6 der IPCEI-Mitteilung von 2014). 2014 wurden diese in einer eigenen IPCEI-Mitteilung zusammengeführt. Ebenfalls 2014 erfolgte die erste Genehmigung eines IPCEI, und zwar bezüglich der Öresundbrücke, die zu diesem Zeitpunkt allerdings bereits gebaut war. Die 2015 erfolgte IPCEI-Genehmigung für den Fehmarnbelttunnel führte zu umfangreichen Streitigkeiten vor EuG und EuGH und wurde darum erst 2020 rechtskräftig.

## Organisatorisches
Das 2018 geschaffene Strategic Forum for IPCEI koordinierte die Einrichtung der Projekte. Es sollte die Kommission bei einer „gemeinsamen Vision der zentralen Wertschöpfungsketten Europas“ unterstützen, Vereinbarungen für gemeinsame Investitionen in die identifizierten Bereiche forcieren und die Kooperation zwischen öffentlichen Einrichtungen und sonstigen Stakeholdern der EU-Mitgliedstaaten befördern. 2023 wurde das dem Strategic Forum ähnliche Joint European Forum for IPCEI (JEF-IPCEI) geschaffen.
Oft werden mehrere IPCEIs von der EU-Kommission zum selben Thema genehmigt. So gibt es etwa für den Wasserstoffbereich Hy2Tech, Hy2Use, Hy2Infra und Hy2Move. Diese Aufsplittung in sogenannte „Wellen“ (engl. Waves) erlaubt zum einen eine zügigere Bearbeitung der ersten Projekte (bsp. Summer IPCEI Batteries und Autumn IPCEI Batteries). Zum anderen kann so rechtlich unterschieden werden zwischen IPCEIs, welche mit ihrer (sehr hohen) Innovation begründet werden und solchen, die als Infrastrukturförderung begründet werden.

## Bisherige IPCEIs
- 2018 erfolgte die Genehmigung des (ersten) IPCEI on Microelectronics[7] mit Beteiligung von Deutschland, Frankreich, Italien und dem Vereinigten Königreich[8] und nachträglichem Eintritt von Österreich[9].
- 2019 erfolgte die Genehmigung der ersten Welle des IPCEI on Batteries, dem sogenannten Summer IPCEI Batteries, mit Beteiligung von Deutschland, Frankreich, Italien, Polen Belgien, Finnland und Schweden.[10]
- 2021 erfolgte die Genehmigung der zweiten Wellte des IPCEI on Batteries, dem Autumn IPCEI Batteries bzw. EuBatIn mit Beteiligung von zwölf Staaten.[11]
- 2021 wurde die IPCEI-Mitteilung 2014 ersetzt durch die heutige IPCEI-Mitteilung.[12]
- 2022 begann die Genehmigung der vier „Wellen“ des IPCEI Hydrogen mit Hy2Tech (15 Staaten beteiligt)[13] und Hy2Use (13 Staaten beteiligt)[14] gefolgt 2024 von Hy2Infra und Hy2Move (sieben Staaten beteiligt)[15].
- 2023 wurde außerdem Next Generation Cloud Infrastructure and Services IPCEI-CIS[16] genehmigt, welches mittlerweile in 8ra aufgegangen ist.
- 2024 wurde IPCEI Med4Cure als erster Teil eines IPCEI Health genehmigt.[17]

## Ausblick
Enrico Letta sah in seinem Bericht zum Binnenmarkt 2024 (Seite 40) IPCEIs als „Blaupause“ (engl. blueprint) für eine europäische Industriepolitik. Mario Draghi machte in seinem Bericht zur Wettbewerbsfähigkeit der EU 2024 umfangreiche Vorschläge für neue IPCEIs.